# 阿爾布雷希特·沃夫岡 (紹姆堡-利珀)
阿爾布雷希特·沃夫岡（Albrecht Wolfgang，1699年4月27日—1748年9月24日），腓特烈·克里斯蒂安之子，紹姆堡-利珀伯爵（1728—1748）。他娶英國國王喬治一世與情婦美露莘·馮·德·舒倫堡的女兒瑪格麗特，兒子是格奧爾格與威廉。

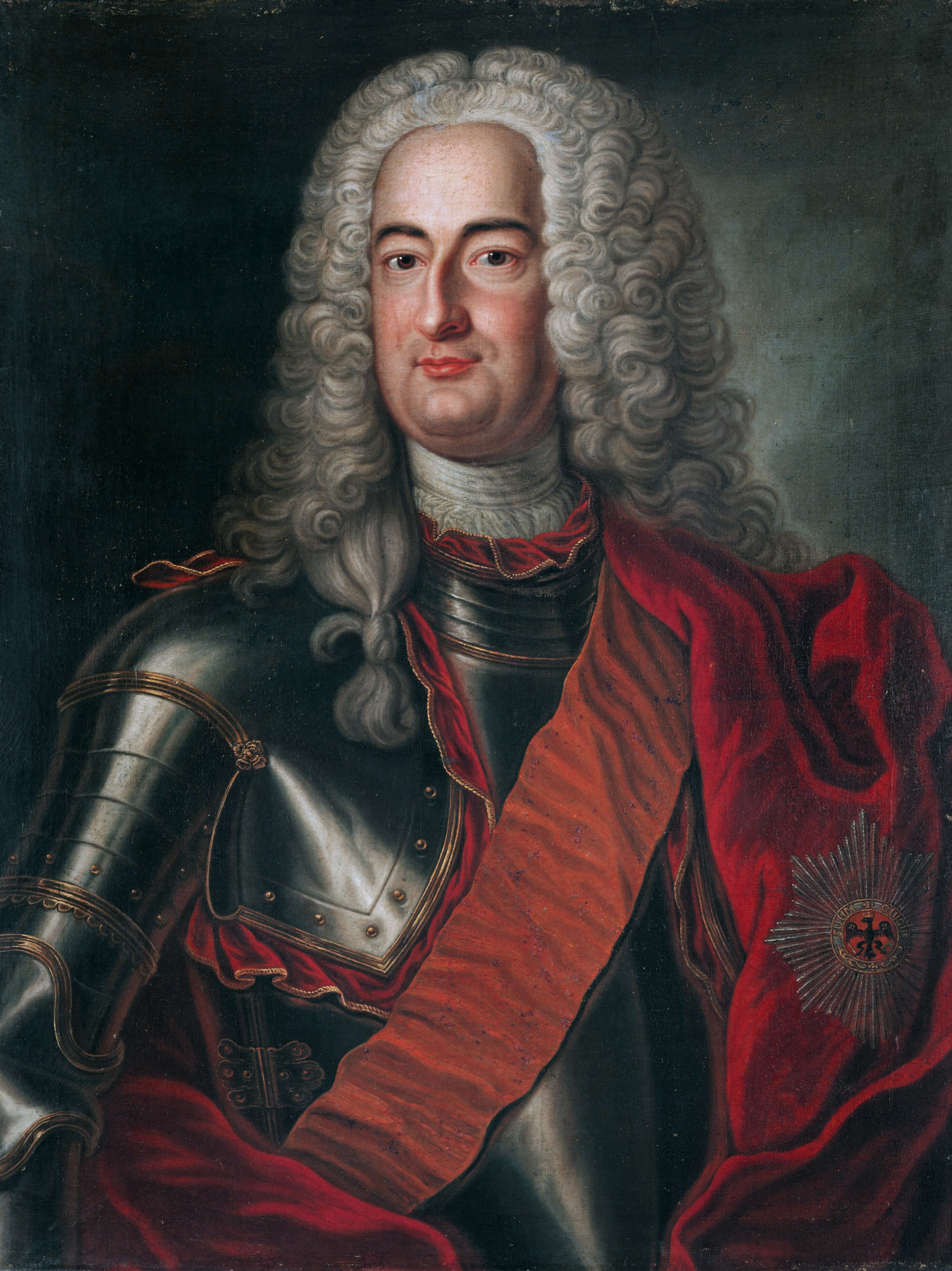
阿爾布雷希特·沃夫岡